# Teodor Peterek
Teodor Peterek (Świętochłowice, Imperio alemán, 7 de noviembre de 1910 - Nowa Ruda, Polonia, 12 de enero de 1969) fue un exfutbolista y entrenador polaco del período de entreguerras, máximo goleador de la Ekstraklasa en dos ocasiones (1936, 1938) y uno de los máximos anotadores del Ruch Chorzów.

## Carrera
La carrera de Teodor Peterek comenzó en Śląsk Świętochłowice de su ciudad natal en 1925, y dos años más tarde se trasladó al Ruch Chorzów. En 1928 debutó a muy temprana edad con el primer equipo en un partido contra el ŁKS Łódź, marcando en ese mismo encuentro su primer gol. Durante toda la década de 1930, Peterek vistió únicamente el equipaje del Ruch Chorzów, además de marcar un nuevo récord mundial al marcar en 16 partidos ligeros consecutivos durante la temporada 1937/38, récord que no sería batido hasta 2013 por Lionel Messi en la temporada 2012/13.
Durante la Segunda Guerra Mundial jugó en Bismarckhuetter Sport-Verein (1939-1941), el nombre alemán que había adoptado el Ruch Chorzów durante la guerra. En 1942 fue reclutado para la Wehrmacht, aunque dos años más tarde escapó del ejército alemán y fue capturado por los aliados, enviándolo a las unidades polacas. Allí, volvió al fútbol, representando a la selección de fútbol del ejército polaco en 88 partidos amistosos.
Cuando terminó la guerra, Peterek permaneció en Francia y no regresaría a Chorzów hasta 1947. En 1948 jugó algunos partidos con la camiseta de Ruch antes de retirarse definitivamente como futbolista, convirtiéndose posteriormente en entrenador. Junto a Gerard Wodarz y Ernest Willimowski, Peterek formó parte de la que hasta día de hoy es considerada como una de las mejores delanteras en la historia de la liga polaca. En 189 partidos con el Ruch (1928-1939) Teo Peterek marcó un total de 154 goles, muchos de ellos con la cabeza, debido a su gran altura. Fue el máximo goleador de la Ekstraklasa en dos ocasiones: la primera en 1936 (junto a su compañero Willimowski, marcando 18 goles) y en 1938 (con 21 tantos anotados).

## Carrera internacional

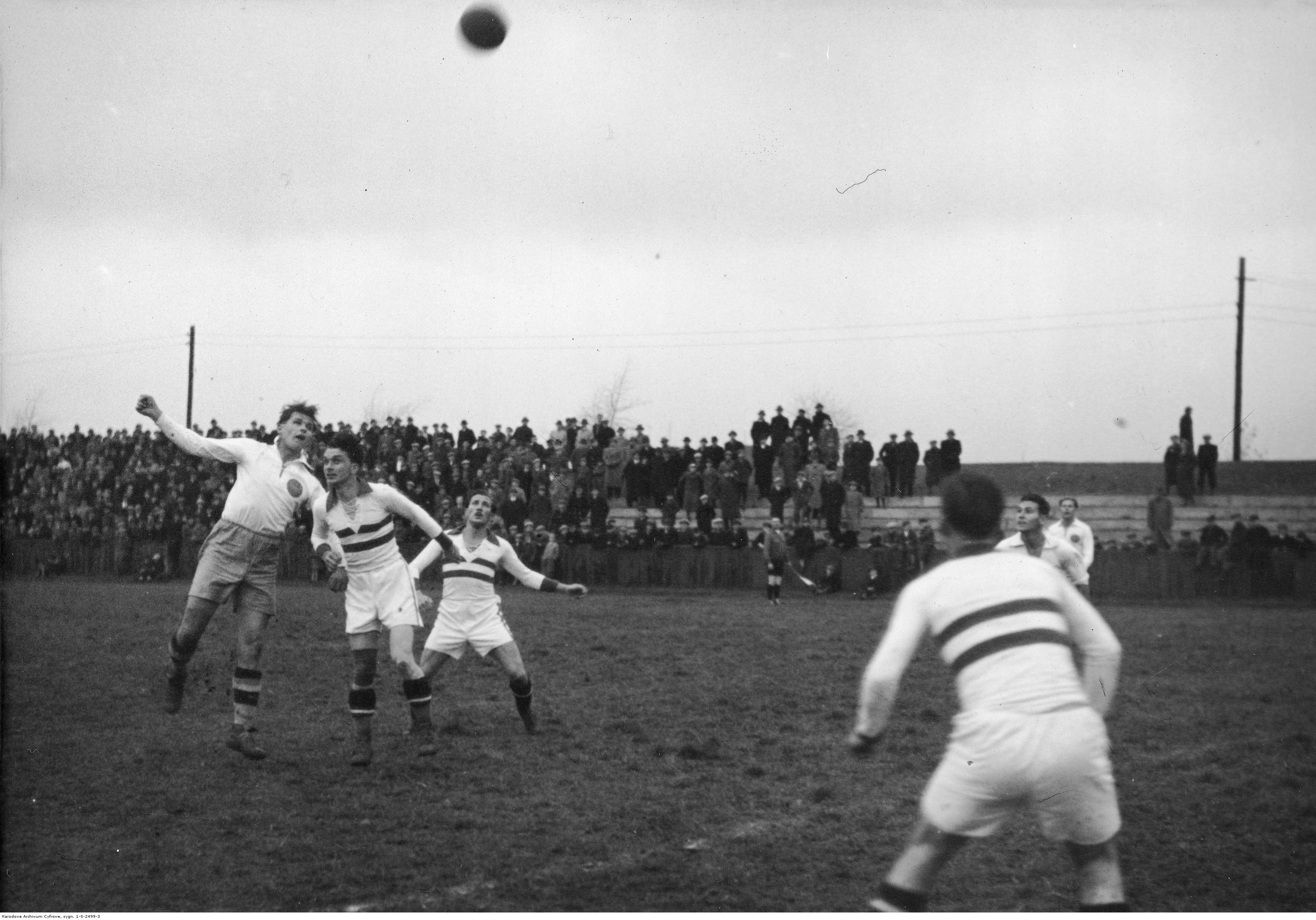
Alta Silesia vs Zaolzie Silesia en Katowice, 1938.

Con la selección de fútbol de Polonia jugó 9 partidos y marcó 6 goles, debutando el 23 de agosto de 1931 en Varsovia durante un partido frente a Rumanía (2-3). Participó en los Juegos Olímpicos de Berlín 1936, donde marcó un gol. Su último partido tuvo lugar el 18 de septiembre de 1938 en Chemnitz, en la derrota 1-4 frente a la selección de Alemania, siendo Peterek el único anotador de las filas polacas.